# Radical 57
El radical 57, representado por el carácter Han 弓, es uno de los 214 radicales del diccionario de Kangxi. En mandarín estándar es llamado　弓部　(gōng bù, «radical “arco”»), en japonés es llamado 弓部, きゅうぶ　(kyūbu), y en coreano 궁 (gung). 
El radical «arco» aparece casi en muchas ocasiones en la parte izquierda de los caracteres que están clasificados bajo este (por ejemplo, en 弘). En algunas otras ocasiones aparece en la parte inferior de los caracteres (por ejemplo en 弯). Muchos caracteres clasificados bajo el radical 57 tienen significados relacionados con la arquería, o con los proyectiles u objetos en forma de arco. Por ejemplo: 弦, «cuerda de arco»; 弾, «bala».

## Nombres populares
- Mandarín estándar: 弓字旁, gōng zì páng, «arco en un lado».
- Coreano: 활궁부, hwal gung bu «Radical gung-arco».
- Japonés:　弓　（ゆみ）, yumi, «arco»; 弓偏　（ゆみへん）, yumihen, «arco en el lado izquierdo del carácter».[1]
- En occidente: radical «arco».

## Galería
| Estilos antiguos                                 | Estilos antiguos                  | Estilos antiguos                        | Estilos antiguos                   | Estilos antiguos                   | Estilos empleados actualmente       | Estilos empleados actualmente  | Estilos empleados actualmente    | Estilos empleados actualmente   | Estilos empleados actualmente  |
|                                                  |                                   |                                         |                                    |                                    |                                     | 弓                             | 弓                               |                                 |                                |
| 甲骨文 jiǎgǔwén (escritura de huesos oraculares) | 金文 jīnwén (escritura de bronce) | 简帛 jiǎnbó (escritura de bambú y seda) | 篆文 zhuànwén (escritura de sello) | 篆文 zhuànwén (escritura de sello) | 隸書 lìshū (estilo de los escribas) | 楷書 kǎishū (estilo regular)   | 楷書 kǎishū (estilo regular)     | 行書 xǐngshū (estilo corriente) | 草書 cǎoshū (estilo de hierba) |
| 甲骨文 jiǎgǔwén (escritura de huesos oraculares) | 金文 jīnwén (escritura de bronce) | 简帛 jiǎnbó (escritura de bambú y seda) | 大篆 dàzhuàn (sello grande)        | 小篆 xiǎozhuàn (sello pequeño)     | 隸書 lìshū (estilo de los escribas) | 繁體／繁体 fántǐ (tradicional) | 简体／簡體 jiǎntǐ (simplificado) | 行書 xǐngshū (estilo corriente) | 草書 cǎoshū (estilo de hierba) |

## Caracteres con el radical 57
| trazos | carácter                   |
| ------ | -------------------------- |
| + 0    | 弓                         |
| + 1    | 弔 引 弖                   |
| + 2    | 弗 弘                      |
| + 3    | 弙 弚 弛 弜                |
| + 4    | 弝 弞 弟 张                |
| + 5    | 弡 弢 弣 弤 弥 弦 弨 弩 弪 |
| + 6    | 弧 弫 弬 弭 弮 弯          |
| + 7    | 弰 弱 弲 弳                |
| + 8    | 弴 張 弶 強 弸 弹          |
| + 9    | 强 弻 弼 弽 弾             |
| + 10   | 弿 彀 彁 彂                |
| + 11   | 彃 彄 彅                   |
| + 12   | 彆 彇 彈 彉                |
| + 13   | 彊 彋                      |
| + 14   | 彌                         |
| + 15   | 彍                         |
| + 19   | 彎                         |
| + 20   | 彏                         |